# Station Oksbøl
Station Oksbøl is een station in Oksbøl een dorp in de gemeente Varde in Denemarken. Het station ligt aan de spoorlijn Varde - Tarm. Oksbøl wordt  bediend door de treinen van Esbjerg naar Nørre Nebel. 
Vanaf het station is een busverbinding naar Blåvand, aan de Noordzeekust. Blåvand is het meest westelijke punt van Jutland. Tijdens de Tweede Wereldoorlog bouwden de Duitsers er een bunkerlinie. Voor de bouw daarvan werd vanaf station Oksbøl een korte zijlijn aangelegd. Na de oorlog werd deze weer afgebroken.